# Charlton (Hampshire)
Charlton – wieś w Anglii, w hrabstwie Hampshire, w dystrykcie Test Valley. Leży 20 km na północny zachód od miasta Winchester i 101 km na zachód od Londynu.